# Dasycerinae

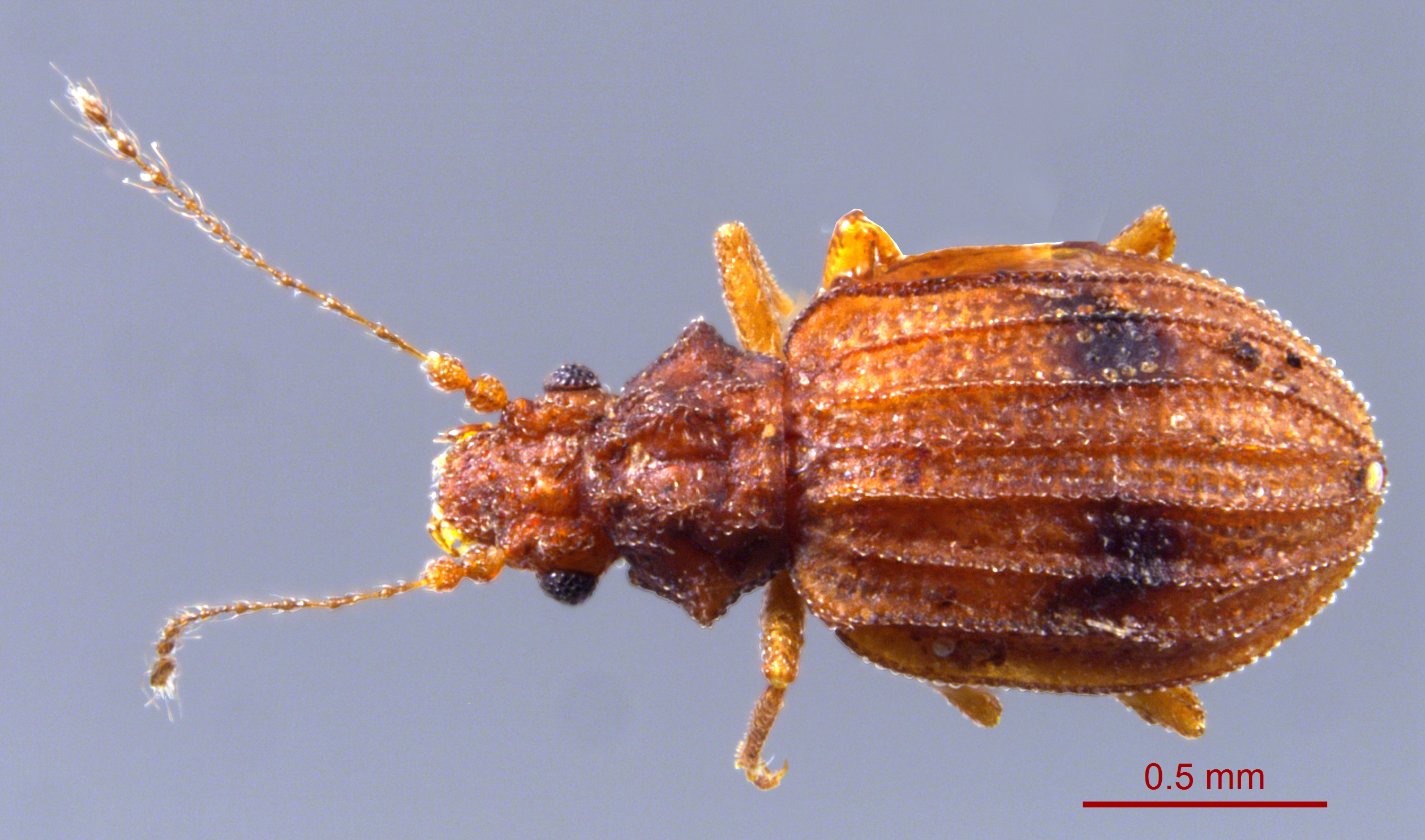
Dasycerus bicolor

Dasycerinae (лат.) (=Dasyceridae, дазицериды) — одно из подсемейств жуков-стафилинид.

## Описание
Жуки мелких размеров (1,5—2,3 мм) с широким телом, выпуклое сверху. Лапки 3-члениковые. Задние крылья или отсутствуют или сильно редуцированы. Обитатели лесной подстилки и гнилой древесины.

## Палеонтология
Три рода, относящихся к Dasycerinae, были найдены в бирманском янтаре.

## Систематика
1 современный род и несколько видов в Палеарктике и Неарктике. Также известно 3 ископаемых рода. Впервые таксон был выделен в 1887 году как триба Dasycerini Reitter, 1887 в составе семейства Latridiidae. Затем имело отдельный статус самостоятельного семейства Dasyceridae, теперь относится к стафилинидам в качестве подсемейства. Согласно Лоуренсу и Ньютону (Lawrence, Newton, 1995), входит в состав Omaliine-группы семейства Staphylinidae: Glypholomatinae, Microsilphinae, Omaliinae, Empelinae, Proteininae, Micropeplinae, Neophoninae, Dasycerinae, Protopselaphinae, Pselaphinae, Scydmaeninae.
В Европе 4 вида.
- Dasycerus Brongniart, 1800
  - D. angulicollis — D. audax — D. beloni — D. bicolor — D. carolinensis — D. concolor — D. cornutus — D. crenatus — D. elongatus — D. fasciatus — D. inexspectatus — D. japonicus — D. jonicus — D. monticola — D. numidicus — D. sulcatus — D. suthepensis[6]
- †Cedasyrus Yin & Cai, 2020
  - †Cedasyrus dimorphus Yin & Cai, 2020 — бирманский янтарь, меловой период
- †Protodasycerus  Yamamoto, 2016 — бирманский янтарь, меловой период[7]
  - P. aenigmaticus — P. gigas — P. corpulentus — P. tuberculatus
- †Vetudasycerus Cai, Thayer, Newton, Yin & Huang, 2018[8]
  - †Vetudasycerus burmiticus Cai et al., 2018 — бирманский янтарь, меловой период

## Виды России
- Dasycerus crenatus Motsch., 1839 — Кавказ, Предкавказье
- Dasycerus japonicus Nakane, 1963 — Южные Курилы (Кунашир).[1]